# Place Saint-Étienne (Strasbourg)
Pour les articles homonymes, voir Place Saint-Étienne.
La place Saint-Étienne est située dans la Grande Île de Strasbourg. Construite au XIe siècle sous le nom « rue de la Pierre-Large », elle prit le nom de place Saint-Étienne en 1400.

## Description

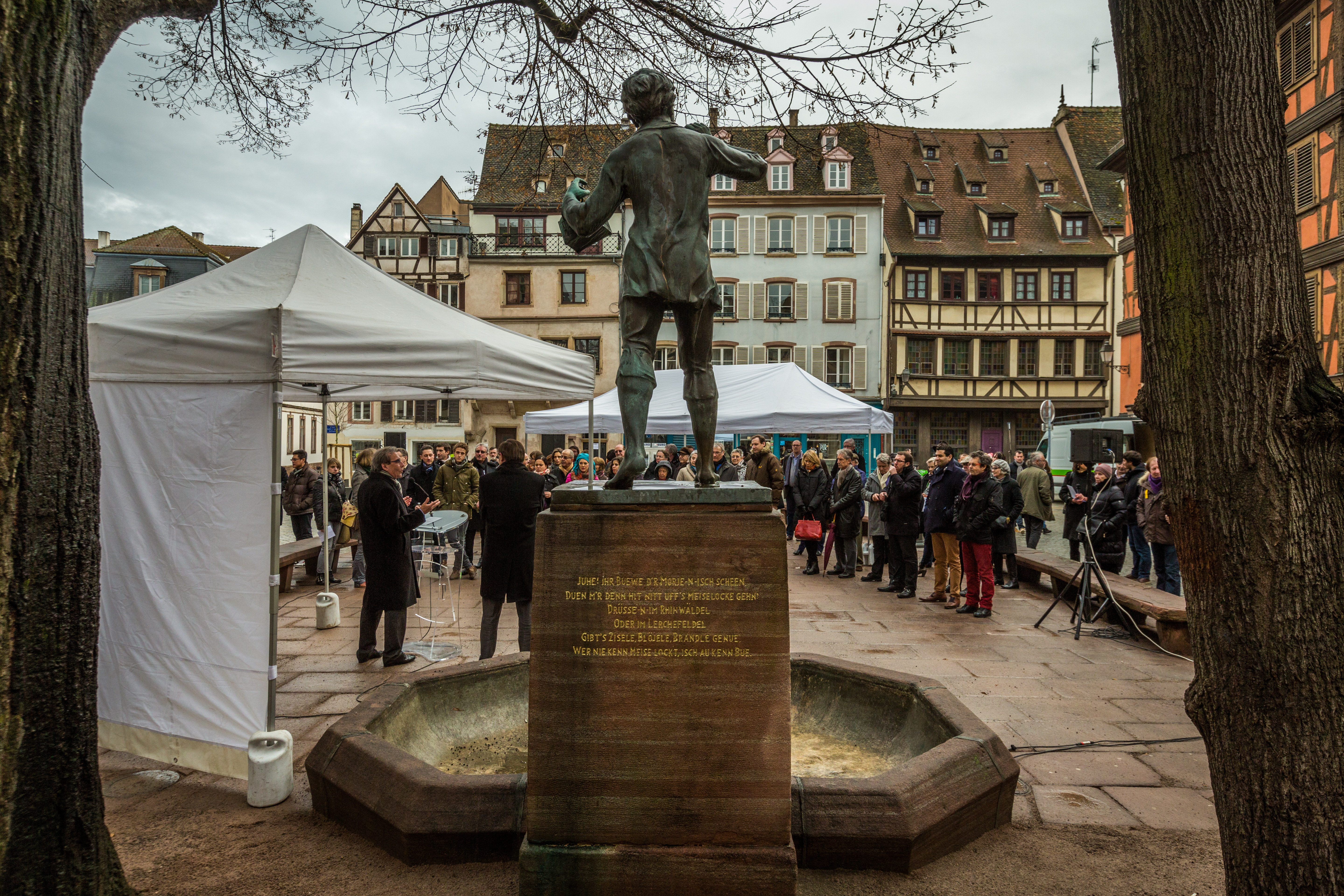
Inauguration de la place Saint-Étienne réaménagée, 23 février 2015.

Petite place pittoresque bordée d'anciennes maisons à colombages, on y trouve le Foyer de l'étudiant catholique installé dans la maison natale de Paul Appell, et l'église Saint-Étienne au sein du Collège épiscopal Saint-Étienne.
Au centre de la place, entourée par deux tilleuls, se trouve depuis 1929 la fontaine du Meiselocker. Cette œuvre réalisée par Ernst Weber a été offerte par la ville de Munich à la ville de Strasbourg en échange de la fontaine du Vater Rhein.
La place est réaménagée en 2014.

## Galerie

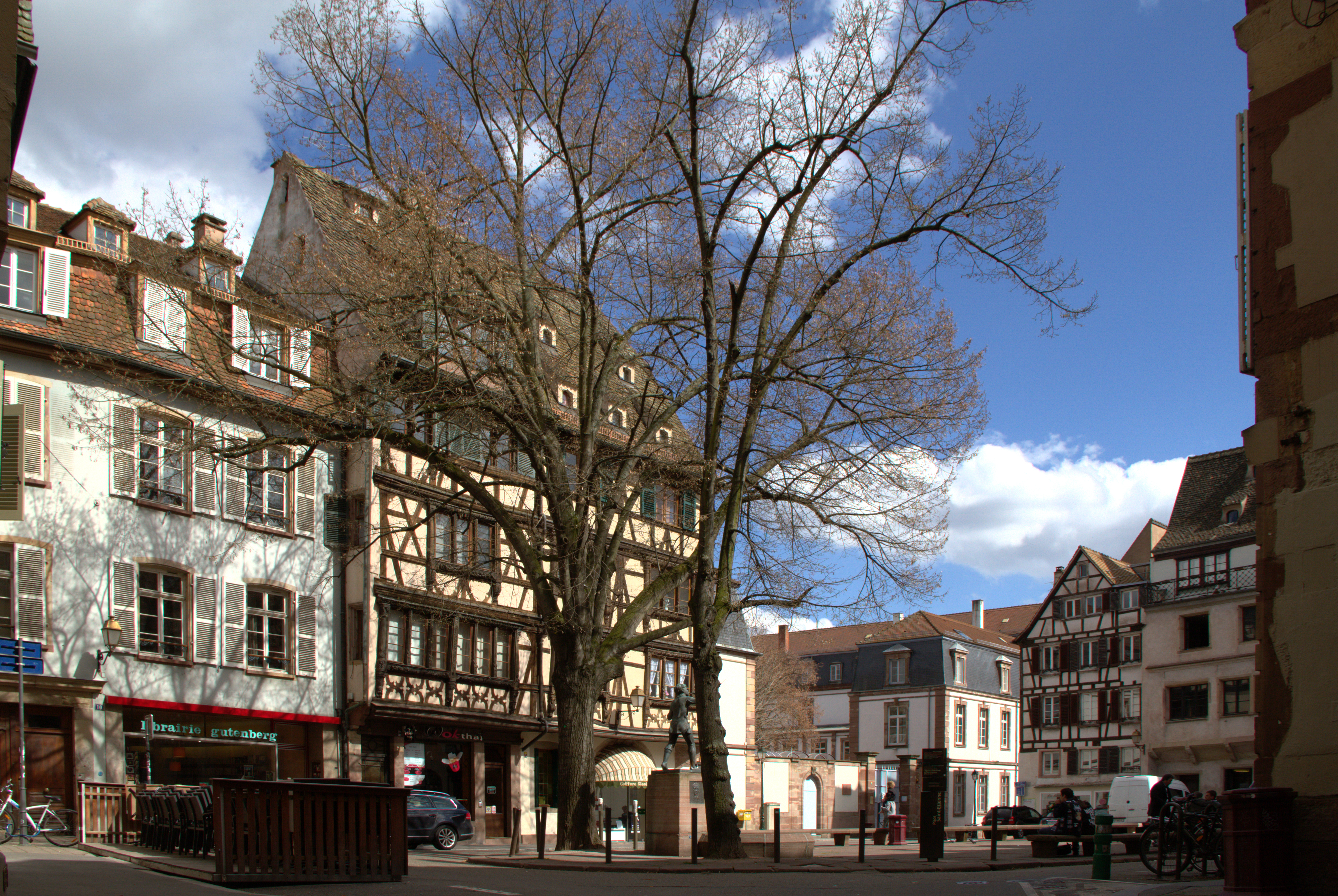
Vue générale : au fond le Collège épiscopal Saint-Étienne.
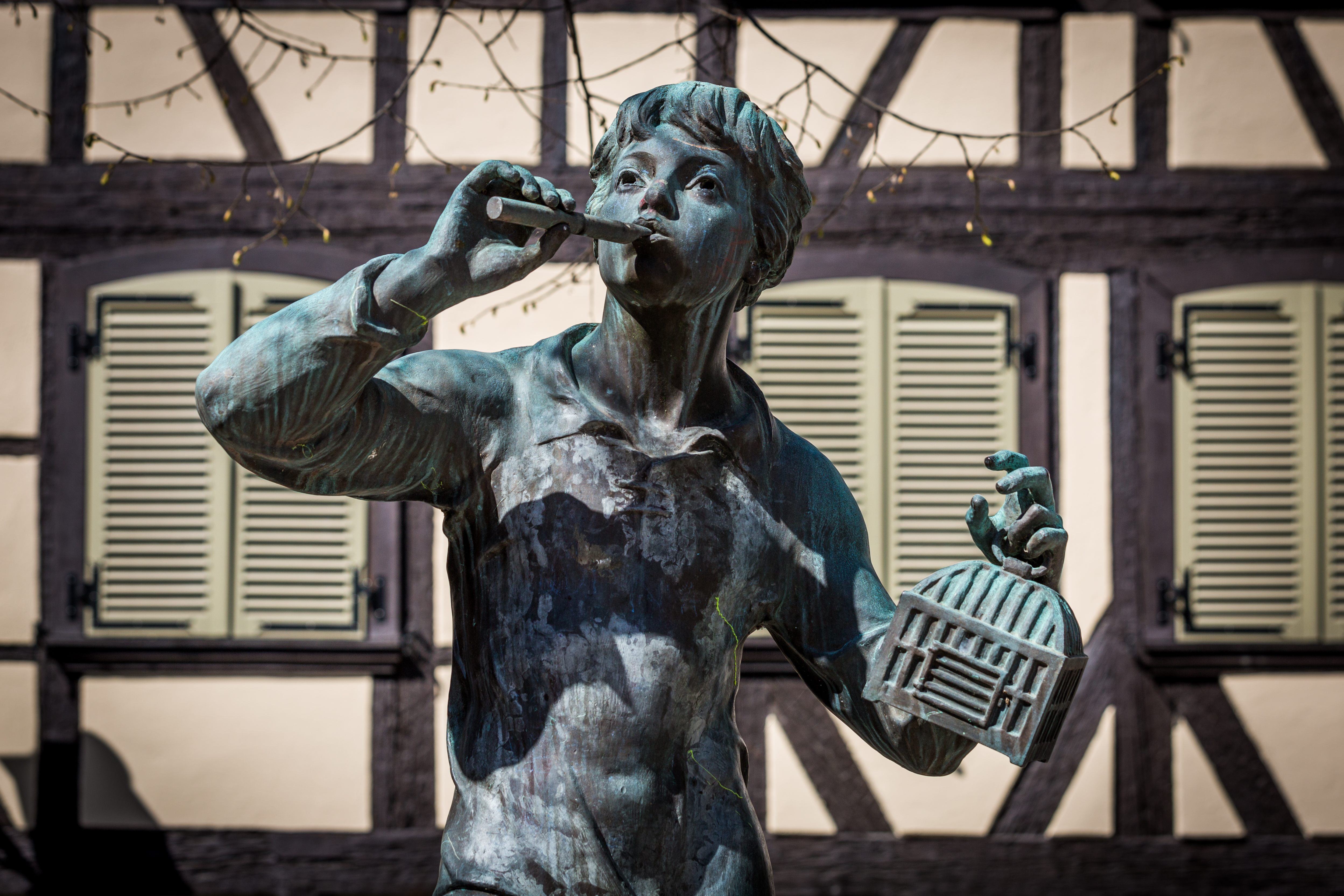
Le Meiselocker.
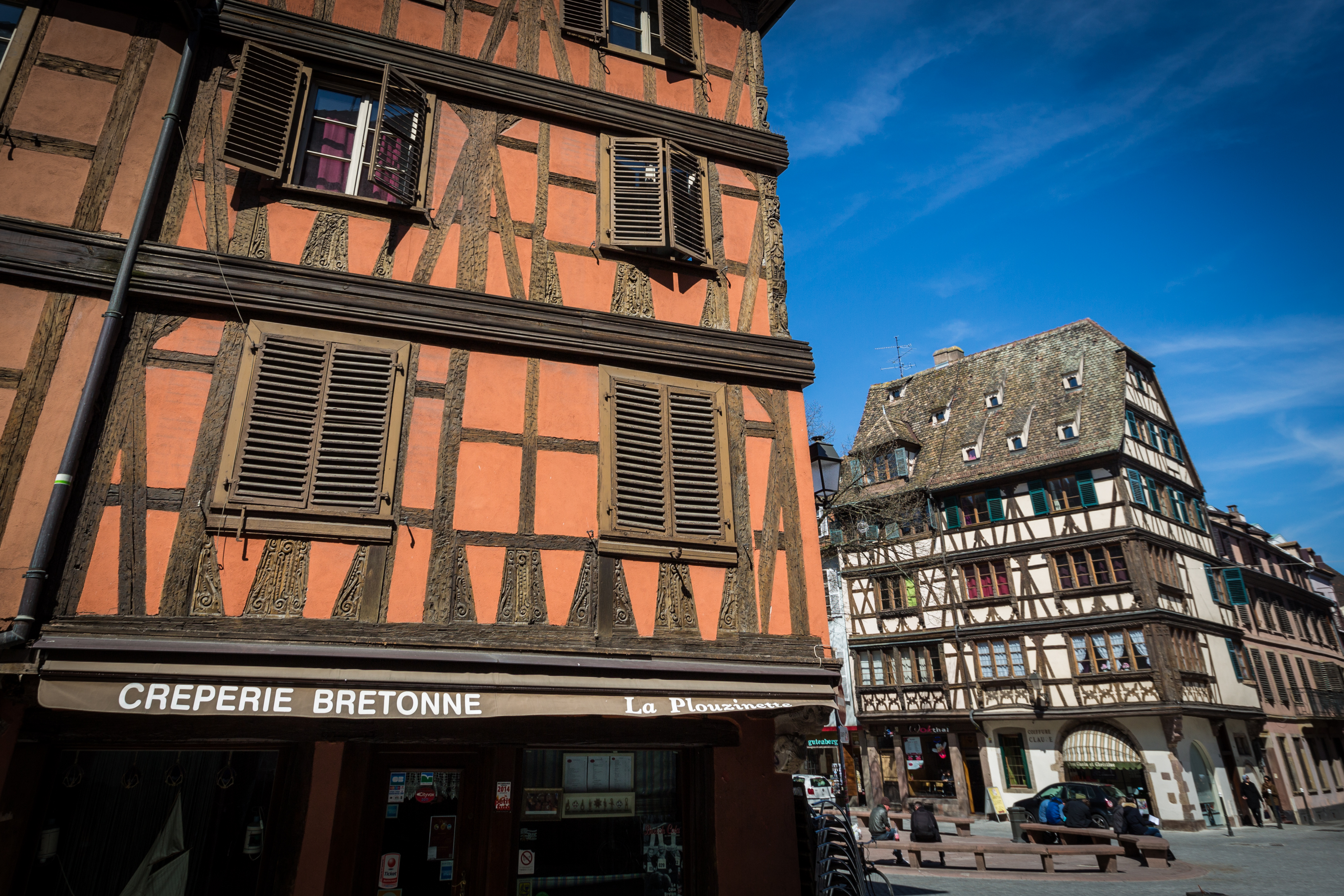
Maisons à pans de bois.
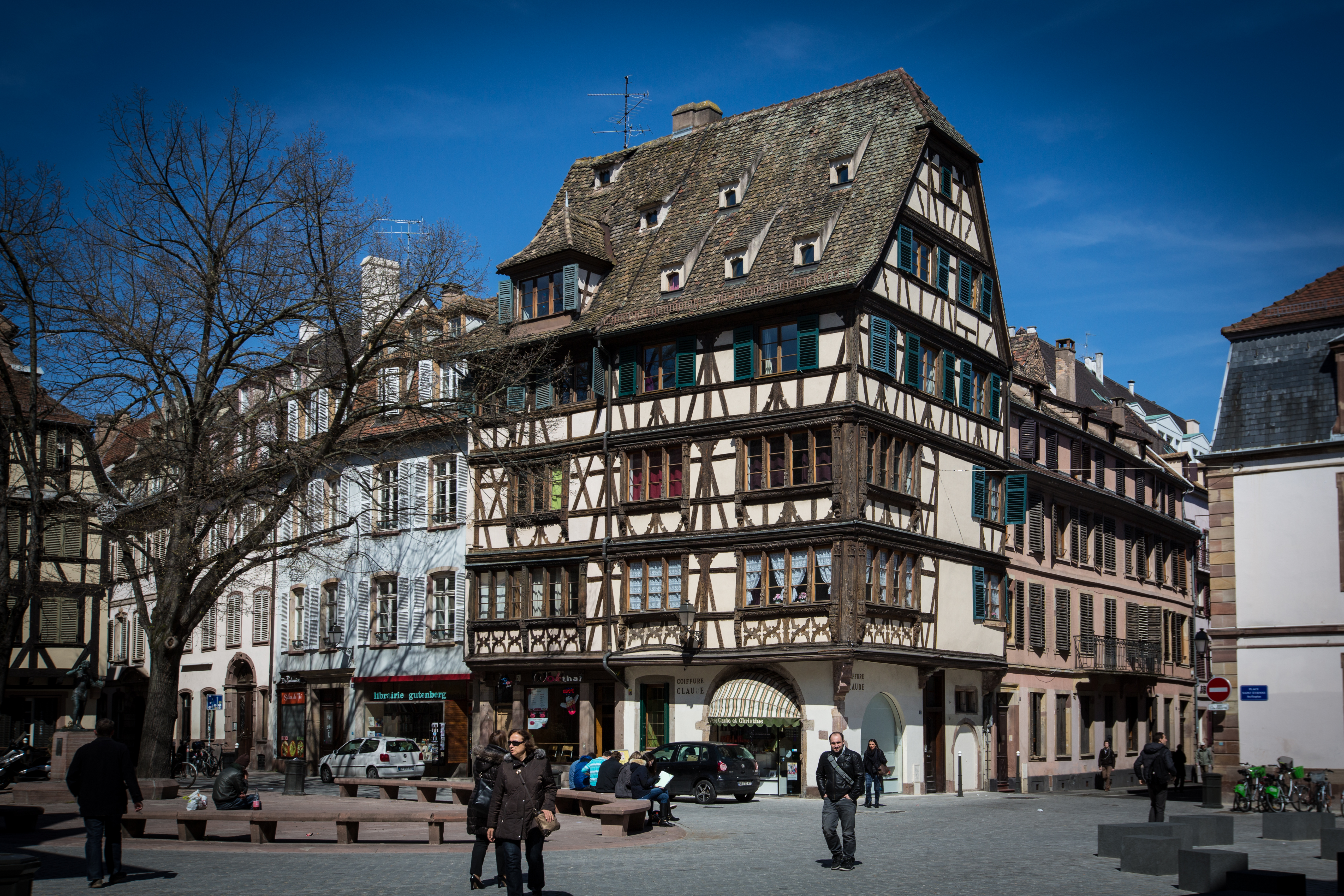
11 place Saint-Étienne.